# إغناثيو برادو
إغناثيو برادو (بالإسبانية: Ignacio Prado) هو دراج مكسيكي، ولد في 21 سبتمبر 1993 في ليون في المكسيك.

## وصلات خارجية
- إغناثيو برادو على موقع الاتحاد الدولي للدراجات (الإنجليزية)
- إغناثيو برادو على موقع أرشيف الدراجات (الإنجليزية)
- إغناثيو برادو على موقع إحصائيات الدراجات الإحترافية (الإنجليزية)
- إغناثيو برادو على موقع نسبة الدراجات (الإنجليزية)
- إغناثيو برادو على موقع أوليمبيديا (الإنجليزية)